# 7634 Сідзутаніко
7634 Сідзутаніко (7634 Shizutani-Kou) — астероїд головного поясу, відкритий 14 листопада 1982 року.
Тіссеранів параметр щодо Юпітера — 3,168.
Названо на честь Сідзутаніко (яп. しずたにこう(閑谷校) сідзутаніко:).